# Histoire des régions du Maroc
L' organisation territoriale du Maroc repose sur un système complexe dans lequel les régions et les préfectures ou provinces — respectivement à dominante urbaine ou rurale — concernent aussi bien la décentralisation que la déconcentration ; elles constituent donc des « niveaux de dédoublement fonctionnel ». Le  Maroc est une monarchie constitutionnelle, démocratique, parlementaire et sociale. L'organisation territoriale du Royaume est décentralisée. Elle est fondée sur une régionalisation avancée .
Les régions disposent d'une autonomie étendue.
Le Maroc comprend douze régions.

## De 1959 à 1997

Les Régions du Maroc en 1997

Engagée dès les premières années de l'indépendance, la décentralisation renvoyait à trois niveaux de collectivités territoriales depuis le dahir no 1-59-351 du 1er joumada II 1379 (2 décembre 1959)[pertinence contestée], relatif à la division territoriale du Royaume : les régions, les préfectures (issues des anciens départements) et les communes.
Divers redécoupages ont eu lieu pour tenir compte de l'évolution de la population, et aux préfectures divisant les régions se sont ajoutées les provinces.

## De 1997 à 2015
La loi no 47-96 de 1997 relative à l'organisation de la région a réduit son rôle au seul plan administratif pour transférer les compétences des 16 régions aux wilayas traditionnelles acquérant le statut de collectivité territoriale en lieu et place de la région.
Le décret no 2-09-319 du 11 juin 2009 a encore modifié le schéma en déclarant : « Le Royaume est divisé en dix-sept (17) wilayas groupant soixante-deux (62) provinces, treize (13) préfectures et huit (8) préfectures d’arrondissements, ainsi qu’en communes urbaines et rurales. » La région Tanger-Tétouan a regroupé deux wilayas.

Carte des nouvelles régions du Maroc

### Liste
Sauf mention contraire, chaque région correspond à une wilaya.
Les numéros de la liste ordonnée sont ceux figurant sur la carte ; sont indiquées également entre parenthèses les codes ISO 3166-2 correspondants (toujours à deux chiffres) :
1. Chaouia-Ouardigha (6)
2. Doukkala-Abda (11)
3. Fès-Boulemane (14)
4. Gharb-Chrarda-Beni Hssen (5)
5. Grand Casablanca (9)
6. Guelmim-Es Semara (3)
7. Laâyoune-Boujdour-Sakia el Hamra (2)
8. Marrakech-Tensift-Al Haouz (7)
9. Meknès-Tafilalet (13)
10. L'Oriental (8)
11. Oued ed Dahab-Lagouira (1)
12. Rabat-Salé-Zemmour-Zaër (10)
13. Souss-Massa-Drâa (4)
14. Tadla-Azilal (12)
15. Tanger-Tétouan (16)
  1. Wilaya de Tanger
  2. Wilaya de Tétouan
16. Taza-Al Hoceïma-Taounate (15)

## Depuis 2015
La Constitution marocaine de 2011 a érigé la région en qualité de personne morale distincte de l'État, disposant d'un pouvoir réglementaire pour l’exercice de leurs attributions.
En 2015, le Maroc se dote d’un nouveau découpage territorial, annoncé par le projet de régionalisation avancée de 2011.